# 索斯尼夫卡 (利維夫州)
49°47′4″N 24°8′56″E / 49.78444°N 24.14889°E
索斯尼夫卡（烏克蘭語：Соснівка），是烏克蘭西部的村莊，隸屬利維夫州的利維夫區。該村面積0.37平方公里，海拔高度270米，2001年人口225，人口密度每平方公里608.11人。